# 云南黄杞
云南黄杞（学名：Engelhardtia spicata）为胡桃科黄杞属下的一个种。

## 扩展阅读
- 維基物種上的相關：云南黄杞